# Some Kind of Beautiful
Some Kind of Beautiful (en España, El marido de mi hermana; en México,  Los caballeros no tienen memoria) es una película de comedia de 2014 escrita por Matthew Newman, dirigida por Tom Vaughan y protagonizada por Salma Hayek, Pierce Brosnan y Jessica Alba. Fue producida por Kevin Frakes y Richard Lewis.

## Sinopsis
De día, Richard Haig es un profesor de inglés exitoso y respetado en el Reino Unido. Por la noche, se permite sus propias fantasías románticas con un flujo constante de hermosas estudiantes. Cuando una de ellas, Kate, de 25 años, le dice que está embarazada, su mundo colapsa. Se casa con ella y acepta mudarse a Los Ángeles para formar su familia. No tarda mucho en darse cuenta de lo difícil que es escapar de su pasado, enamorándose perdidamente de Olivia, la hermana de Kate.

## Reparto
- Pierce Brosnan como Richard Haig.
- Salma Hayek como Olivia.
- Jessica Alba como Kate Haig.
- Malcolm McDowell como Gordon Haig.
- Ben McKenzie como Brian.[3]
- Fred Melamed como Victor Piggott.
- Ivan Sergei como Tim.
- Lombardo Boyar como Ernesto.
- Merrin Dungey como Angela.
- Duncan Joiner como Jake Haig.
- Lee Garlington como Wendy.
- Robert Mailhouse como Alan.
- Marlee Matlin como Cindy Armstrong.
- Juliet Mills como Joan Haig.
- Paul Rae como Chad.